# Arcidiocesi di Bombay

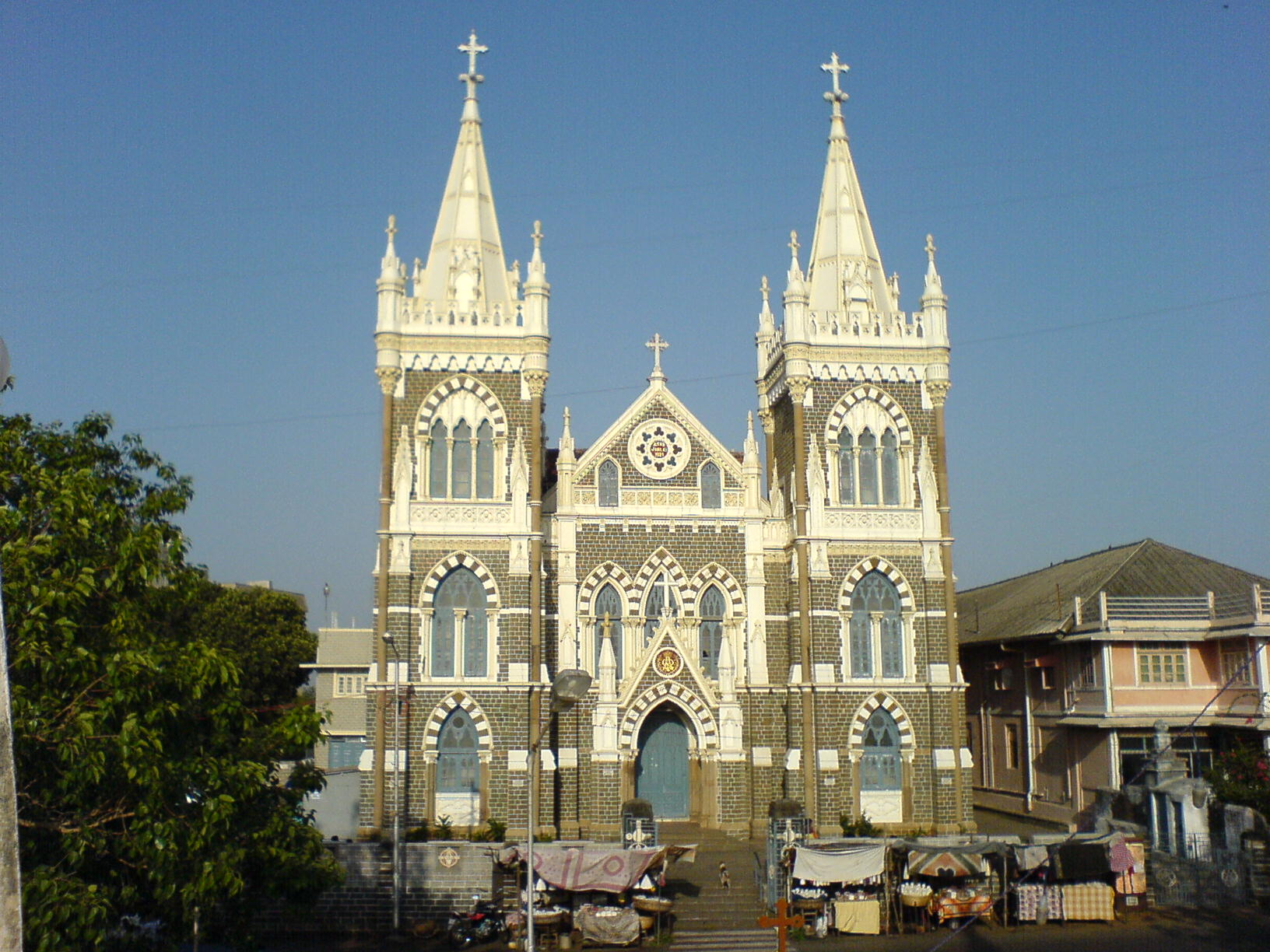
La basilica minore di Santa Maria del Monte di Mumbai.

L'arcidiocesi di Bombay (in latino Archidioecesis Bombayensis) è una sede metropolitana della Chiesa cattolica in India. Nel 2022 contava 491.249 battezzati su 21.691.116 abitanti. È retta dall'arcivescovo John Rodrigues.

## Territorio
L'arcidiocesi comprende i distretti di Mumbai City, Mumbai Suburban e Raigad, e il taluk di Thane nel distretto omonimo nello stato indiano di Maharashtra.
Sede arcivescovile è la città di Mumbai (fino al 1995 conosciuta come Bombay), dove si trovano la cattedrale del Santo Nome di Gesù e la basilica minore di Santa Maria del Monte.
Il territorio si estende su 9.731 km² ed è suddiviso in 124 parrocchie, tra cui la basilica di Santa Maria del Monte.

### Provincia ecclesiastica
La provincia ecclesiastica di Bombay, istituita nel 1886, comprende le seguenti suffraganee:
- eparchia di Kalyan,
- diocesi di Nashik,
- diocesi di Poona,
- diocesi di Vasai.

## Storia
Il vicariato apostolico di Bijapur, noto anche con i nomi di Idalcan o Deccan, fu eretto nel 1637, ricavandone il territorio, in linea teorica, dall'arcidiocesi di Goa (oggi arcidiocesi di Goa e Damão). Fu il primo vicariato apostolico eretto dalla Congregazione di Propaganda Fide, istituita 15 anni prima.
Nel 1669 assunse il nome di vicariato apostolico del Gran Mogol.
Il 17 maggio 1784 cedette una porzione del suo territorio a vantaggio dell'erezione della missione sui iuris dell'Hindustan (oggi arcidiocesi di Agra).
Nel 1820 assunse il nome di vicariato apostolico di Bombay.
L'8 marzo 1854 cedette una porzione del suo territorio a vantaggio dell'erezione del vicariato apostolico di Poona (oggi diocesi).
Il 1º settembre 1886 il vicariato apostolico è stato elevato al rango di arcidiocesi metropolitana con la bolla Humanae salutis di papa Leone XIII. Il 7 giugno dell'anno successivo, con il breve Post initam, fu istituita la provincia ecclesiastica di Bombay, che comprendeva una sola suffraganea, la diocesi di Poona.
Il 1º maggio 1928 con la bolla Inter Apostolicam la diocesi di Damão fu soppressa e parte del suo territorio fu incorporato nell'arcidiocesi di Bombay.
Successivamente ha ceduto a più riprese porzioni di territorio a vantaggio dell'erezione di nuove circoscrizioni ecclesiastiche e precisamente:
- la diocesi di Karachi (oggi arcidiocesi) il 20 maggio 1948;
- la diocesi di Ahmedabad il 5 maggio 1949; questa circoscrizione dal 1934 costituiva una missione sui iuris sebbene non fosse stata eretta canonicamente;
- la diocesi di Baroda il 29 settembre 1966;
- l'eparchia di Kalyan il 30 aprile 1988;
- la diocesi di Vasai il 22 maggio 1998.

L'arcidiocesi continua a mantenere il nome ecclesiastico di Bombay, malgrado dal 1995 la città abbia assunto il nome ufficiale di Mumbai.

## Cronotassi dei vescovi
Si omettono i periodi di sede vacante non superiori ai 2 anni o non storicamente accertati.
- Matheus de Castro Mahale, C.O. † (3 marzo 1638 - 1669 deceduto)
- Custódio de Pinho † (30 aprile 1669 - 16 gennaio 1694 nominato vicario apostolico del Malabar)
- Ferdinando (Pietro Paolo di San Francesco) De Palma, O.C.D. † (20 settembre 1696 - 4 gennaio 1700 deceduto)
  - Sede vacante (1700-1704)
- Giovanni Maria (Pietro d'Alcántara di Santa Teresa) Leonardi, O.C.D. † (12 aprile 1704 - 1707 deceduto)
- Antonio (Maurizio di Santa Teresa) Baistrocchi, O.C.D. † (12 maggio 1708 - 15 maggio 1726 deceduto)
- Pietro d'Alcántara della Santissima Trinità Gagna di Cherasco, O.C.D.[3] † (3 febbraio 1728 - 3 novembre 1744 deceduto)
- Johann Anton (Innozenz von Maria Opferung) Strattmann, O.C.D.[4] † (19 gennaio 1746 - 6 giugno 1753 deceduto)
- Michele Antonio (Giovanni Domenico di Santa Chiara) Chiavassa, O.C.D. † (5 giugno 1756[5] - 25 gennaio 1772 deceduto)
- Giorgio Antonio (Carlo di San Corrado) Vareschi, O.C.D. † (15 maggio 1773 - 6 gennaio 1785 deceduto)
- Joseph Jakob (Angelin vom heiligen Joseph) Geiselmayer, O.C.D.[6] † (12 agosto 1785 - 12 luglio 1786 deceduto)
- Franz Xavier (Viktor von der heiligen Maria) Schwaiger, O.C.D.[7] † (9 novembre 1787 - 31 maggio 1793 deceduto)
- Antonio (Pietro d'Alcántara di San Antonio) Ramazzini, O.C.D. † (3 giugno 1794 - 9 ottobre 1840 deceduto)
- Ferdinando (Luigi Maria di Santa Teresa) Fortini, O.C.D. † (9 ottobre 1840 succeduto - 5 gennaio 1848 deceduto)
- William (John Francis of Saint Teresa) Whelan, O.C.D. † (5 gennaio 1848 succeduto - 4 agosto[8] 1850 dimesso)
  - Sede vacante (1850-1854)
- Anastasius Hartmann, O.F.M.Cap. † (8 marzo 1854[9] - 25 luglio 1858 dimesso)[10]
  - Alexius Canoz, S.I. † (1858 - 18 dicembre 1860) (amministratore apostolico)
- Walter Herman Jacobus Steins, S.I. † (18 dicembre 1860 - 11 gennaio 1867 nominato vicario apostolico del Bengala Occidentale)
- Johann Gabriel Léon Louis Meurin, S.I. † (4 giugno 1867 - 1886 dimesso)[11]
- George Porter, S.I. † (21 dicembre 1886 - 28 settembre 1889 deceduto)
  - Sede vacante (1889-1891)
- Theodore Dalhoff, S.I. † (6 dicembre 1891 - 12 maggio 1906 deceduto)
- Hermann Jürgens, S.I. † (28 maggio 1907 - 28 settembre 1916 deceduto)
  - Sede vacante (1916-1919)
- Alban Goodier, S.I. † (15 dicembre 1919 - 1º ottobre 1926 dimesso[12])
- Joaquim Lima, S.I. † (4 maggio 1928 - 21 luglio 1936 deceduto)
- Thomas Roberts, S.I. † (12 agosto 1937 - 4 dicembre 1950 dimesso[13])
- Valerian Gracias † (4 dicembre 1950 - 11 settembre 1978 deceduto)
- Simon Ignatius Pimenta † (11 settembre 1978 succeduto - 8 novembre 1996 ritirato)
- Ivan Dias † (8 novembre 1996 - 20 maggio 2006 nominato prefetto della Congregazione per l'Evangelizzazione dei Popoli)
- Oswald Gracias (14 ottobre 2006 - 25 gennaio 2025 ritirato)
- John Rodrigues, succeduto il 25 gennaio 2025

## Statistiche
L'arcidiocesi nel 2022 su una popolazione di 21.691.116 persone contava 491.249 battezzati, corrispondenti al 2,3% del totale.
| anno | popolazione | popolazione | popolazione | presbiteri | presbiteri | presbiteri | presbiteri                | diaconi | religiosi | religiosi | parrocchie |
| anno | battezzati  | totale      | %           | numero     | secolari   | regolari   | battezzati per presbitero | diaconi | uomini    | donne     | parrocchie |
| ---- | ----------- | ----------- | ----------- | ---------- | ---------- | ---------- | ------------------------- | ------- | --------- | --------- | ---------- |
| 1950 | 209.000     | 10.500.000  | 2,0         | 287        | 167        | 120        | 728                       |         | 120       | 253       | 86         |
| 1959 | 298.435     | 10.783.795  | 2,8         | 337        | 195        | 142        | 885                       |         | 218       | 462       | 85         |
| 1970 | 400.862     | 6.863.547   | 5,8         | 495        | 272        | 223        | 809                       |         | 369       | 1.015     | 99         |
| 1980 | 518.486     | 9.703.000   | 5,3         | 538        | 300        | 238        | 963                       |         | 404       | 1.343     | 103        |
| 1990 | 565.504     | 14.880.000  | 3,8         | 603        | 331        | 272        | 937                       |         | 410       | 1.517     | 122        |
| 1999 | 544.177     | 14.636.931  | 3,7         | 569        | 306        | 263        | 956                       |         | 357       | 1.412     | 86         |
| 2000 | 506.648     | 14.661.645  | 3,5         | 556        | 291        | 265        | 911                       |         | 370       | 1.428     | 86         |
| 2001 | 485.790     | 14.661.645  | 3,3         | 561        | 283        | 278        | 865                       |         | 364       | 1.428     | 114        |
| 2002 | 491.697     | 14.661.645  | 3,4         | 557        | 286        | 271        | 882                       |         | 383       | 1.435     | 113        |
| 2003 | 497.850     | 14.955.000  | 3,3         | 565        | 285        | 280        | 881                       |         | 370       | 1.486     | 114        |
| 2004 | 503.714     | 15.205.000  | 3,3         | 548        | 286        | 262        | 919                       |         | 358       | 1.500     | 116        |
| 2006 | 506.976     | 19.444.203  | 2,6         | 560        | 277        | 283        | 905                       |         | 383       | 1.530     | 118        |
| 2012 | 525.017     | 20.399.000  | 2,6         | 594        | 284        | 310        | 883                       | 9       | 401       | 1.587     | 122        |
| 2015 | 517.001     | 21.204.000  | 2,4         | 605        | 294        | 311        | 854                       | 10      | 398       | 1.616     | 123        |
| 2018 | 509.794     | 21.901.620  | 2,3         | 613        | 293        | 320        | 831                       | 15      | 399       | 1.605     | 124        |
| 2020 | 503.888     | 21.928.200  | 2,3         | 604        | 280        | 324        | 834                       | 16      | 394       | 1.563     | 124        |
| 2022 | 491.249     | 21.691.116  | 2,3         | 577        | 265        | 312        | 851                       | 15      | 375       | 1.538     | 124        |